# Silvia Ursache-Brega
Silvia Ursache-Brega (n. 26 martie 1957, comuna Drepcăuți, raionul Briceni, RSSM) este o prozatoare, poetă, traducătoare și editor de carte pentru copii, membră a Uniunii Scriitorilor din Republica Moldova.

## Biografie
Silvia Ursache (n. Brega) s-a născut pe data de 26 martie 1957, în satul Drepcăuți din raionul Briceni. După ce și-a petrecut copilăria și a absolvit școala în satul natal cu medalie de aur, în anul 1974 a intrat la studii la Facultatea de Fizică a Universității de Stat din Moldova, la Chișinău. Absolvind-o în 1979, a lucrat în calitate de cercetător la Institutul de Fizică Aplicată al Academiei de Științe a Moldovei. A făcut și doctorantura la aceeași instituție (1983-85), tema tezei sale fiind „Analiza roentgenostructurală a semiconductorilor tripli din clasa AI, BV, CVI”.
Soarta sa a luat o turnură neașteptată când, în anul 1992, destrămarea Uniunii Sovietice a determinat-o să renunțe la știință. Marea criză economică declanșată de acea destrămare a generat haos și instabilitate în societate; în particular, instituțiile de stat nu plăteau salariile timp de câteva luni, iar banii se devalorizau fulgerător din cauza hiperinflației. Fiind în concediu de maternitate, Silvia Ursache nu se mai întoarce la Academie după nașterea celui de-al doilea fecior, Iulian Gramațki, ci ia o decizie dificilă cu scopul de a-și asigura existența familiei sale. Împreună cu soțul său, Valeriu Gramațki, matematician foarte dotat și colaborator al Academiei de Științe, începe să facă naveta spre Moscova și București, aducând de acolo genți mari și grele cu literatură didactică, științifică și spirituală. Fiind interzisă pe timpul Uniunii Sovietice, literatura spirituală era la foarte mare căutare imediat după destrămarea ei. Cărțile procurate le comercializează la Chișinău pentru a se menține pe linia de plutire. Această experiență stresantă, repetată pe parcursul a patru ani, a marcat-o puternic.

## Activitatea literară
Impresionată de cărțile frumoase care au început să apară atunci, Silvia Ursache decide să se implice în editarea de carte pentru copii. Devine unul dintre cei doi cofondatori ai editurii „Iulian” în anul 1996. Aici debutează și ca scriitoare, în 1997, cu „Alfabetul Vesel”, unde compune mai multe istorioare hazlii destinate copiilor din clasele primare. Unicitatea lor consta în faptul că fiecare conținea, în mare parte, cuvinte care începeau cu o literă anumită din alfabet. Apoi, scoate în lumină și alte cărți pentru copii – „Animale domestice”, „Animale sălbatice”, „Aventurile lui Iulian” și colecția de minienciclopedii interactive „Tata, mama, lumea-ntreagă la portița mea cea dragă”. Editează și cărți frumos ilustrate din literatura universală, cum ar fi „Ursulețul Winnie-Pooh” de A.A. Milne, ediție care a fost premiată pentru prezentarea grafică la concursul „H.C. Andersen” din Copenhaga (2008). În 2006, își fondează o editură proprie, intitulată „Silvius Libris”, care a scos până în prezent peste 400 de titluri de carte. Este căsătorită, are doi fii. Fiul mai mare, Andrei Ursache, împreună cu soția sa, Arina, lucrează la aceeași editură, care, de fapt, e o afacere de familie.
Creația Silviei Ursache este destinată preponderent copiilor. Printre operele sale literare se numără legenda istorică „Dacul”, culegerea de povestiri „Basme scurte, dar hazlii”, culegerea de poezii „Am încălecat pe-o roată și v-am spus-o gogonată” (nominalizate pentru Premiul Uniunii Scriitorilor din Moldova), abecedarele ilustrate cu poezii „Un abecedar cum găsești mai rar” și „ABC-ul celor mici cu broscuțe și arici”, dar și „Enciclopedia Curioșilor”, colecția „Păcală și Tândală” în 6 volume, culegerea „Un mănunchi de ghicitori pentru micii cititori”, seria interactivă pentru preșcolari „Bună ziua, lume, vreau să-ți spun pe nume”, seria de ghicitori „Ghici cine-i”, seriile „Fauna Pământului”, „Eu sunt mic, dar vreau să știu”, „Animale drăgălașe, istețe și poznașe” și altele. A realizat adaptări și repovestiri ale mai multor povești populare românești („Povești cu Feți-Frumoși și Ilene-Cosânzene”), dar și traduceri ale poveștilor populare ale altor popoare, precum și ale renumitelor povești culte de Frații Grimm, H. C. Andersen și alții. Cu ocazia aniversării de 60 de ani, scrie și editează două culegeri originale de povești pentru copii: „Tărâmul poveștilor” și „Basmele bunicăi Sica” (nominalizată pentru premiul US 2017).

## Opera sa în opinia criticilor literari
Scriitorul Nicolae Rusu menționează că „dorința de a promova literatura de carte pentru copii, inclusiv propria creație, și preocuparea constantă pentru sporirea interesului pentru lectură a tinerilor cititori o caracterizează pe Silvia Ursache în contextul literaturii române din Basarabia ca pe o personalitate în constantă ascensiune”. Nicolae Dabija o numește „ctitor de frumuseți”, adăugând că „ea a umplut spațiul de la Prut până dincolo de Nistru cu minuni. Astfel ar putea fi numite cărțile tipărite de ea în ultimii ani. Povestiri pentru mici și mari, snoave în care să crezi și care să creadă în tine, poezii care, indiferent de ce vârstă ai, te știu pe de rost, ghicitori ce te cred răspunsuri la întrebările lor”. Claudia Partole remarcă: „Prin creațiile-i, Silvia Ursache ajută micii robinzoni să vadă frumosul, să crească într-o firească armonie cu natura, cu tot ce ne-a dat Dumnezeu și toate câte au creat cu mintea și înțelepciunea lor înaintașii”, opinie secundată de Eugenia David: „Prin lucrările sale cu un diapazon tematic variat, prin contribuția sa ca editor la sporirea valorilor spirituale ale neamului, Silvia Ursache merită toată lauda și recunoștința noastră”.
Nuvela „Dacul” îndeosebi a fost apreciată pozitiv de critica literară. Doctorul habilitat și criticul literar Ion Ciocanu scrie: „Culmea artei narative a scriitoarei Silvia Ursache o vedem – ca aievea! Atât de adecvat pictate cu ajutorul cuvintelor! – în prezentarea spectacolului măreței sărbători, cu însuși Traian și cu soția lui, Pompeia Plotina. [...] Vă asigurăm, onorați cititori, că o să încercați o satisfacție teribilă, poate nebună, oricum mare, profundă, până o să puteți savura aceeași imagine plastică de pe frontispiciul cărții, abia acum dezvăluindu-vi-se adevărata semnificație a îmbrățișării omului și leului”. Scriitorul și redactorul-șef Ion Anton notează: „Înzestrata autoare, de sub pana căreia au ieșit zeci de lucrări artistice, ne demonstrează că posedă un bogat arsenal de detalii istorice, de epocă și nume concrete de eroi, care au existat în realitate. Astfel, legenda-nuvelă istorică abundă în semnificații și simboluri elocvente, caracteristice epocii de glorie a Romei Antice, când Traian luptă și reușește cu mari eforturi eroice să cucerească Dacia”.

## Lista publicațiilor
1. «Мэрцишор», traducere în limba rusă a poveștii lui M. Sadoveanu „Mărțișor”, publicată în cartea «Три прекрасные сказки», М. Садовяну, ed. „Iulian”, Chișinău 1997.
2. „Alfabetul Vesel” de S. Ursache și I. Țurcanu, ed. „Iulian”, 1997.
3. „Animale sălbatice” vol. 1-4 din seria de minienciclopedii „Tata, mama, lumea-ntreagă la portița mea cea dragă” - versuri, proză pentru școala primară, ed. „Iulian”, 1998(1,2), 2006 (3,4).
4. „Animale domestice” – 1-2 din seria de minienciclopedii „Tata, mama, lumea-ntreagă la portița mea cea dragă” - versuri, proză pentru școala primară, ed. „Iulian”, 1999.
5. Сюи Минтан, С. Урсаке, «Цветок лотоса» în limba rusă - expunerea filozofiei taoiste chinezești prin prisma școlii Zhong Yuan Qigong; expunere sub formă de eseuri a impresiilor și trăirilor autoarei din timpul seminarului internațional de Qigong, organizat la mănăstirea Shaolin din munții Sunshan, provincia Henan, China, ed. „Iulian”, 2001, reeditată în 2006.
6. „Aventurile lui Iulian”, proză în stil SF pentru copii, ed. „Iulian”, 2005, 72 p.
7. „Ghici cine-i?” vol. 1,2 - cărți de ghicitori pentru preșcolari, ed. „Iulian”, 2004, reeditate în 2008, ed. „Silvius Libris”.
8. „Motănași poznași”, din seria „Animale drăgălașe, istețe și poznașe”, poezii pentru preșcolari, ed. „Iulian”, 2004, reedit. 2008., Ed. „Silvius Libris”.
9. „Iepurași Cuconași”, din seria „Animale drăgălașe, istețe și poznașe”, poezii pentru preșcolari, ed. „Iulian”, 2005, reedit. 2008., Ed. „Silvius Libris”.
10. „Ursuleți isteți”, din seria „Animale drăgălașe, istețe și poznașe”, poezii pentru preșcolari, ed. „Iulian”, 2005, reedit. 2008., Ed. „Silvius Libris”.
11. „Păsări exotice” din seria de minienciclopedii „Tata, mama, lumea-ntreagă la portița mea cea dragă” - versuri, proză pentru școala primară, ed. „Iulian”, 2005.
12. „Păsări de curte și nu numai...” din seria de minienciclopedii „Tata, mama, lumea-ntreagă la portița mea cea dragă” - versuri, proză pentru școala primară, ed. „Iulian”, 2005.
13. „Un abecedar cum găsești mai rar” - abecedar pentru preșcolari, ed. „Iulian”, 2005, reedit. 2007, 2009, 2010, 2011 (ediție în carton), ed. „Silvius Libris”.
14. Сюи Минтан, С. Урсаке, «Просветлённое Сознание», materialele unui seminar Zhong Yuan Qigong (filozofia chineză) expuse în formă de beletristică, ed. „Iulian”, 2005.
15. „Făt-Frumos și soarele furat”, adaptatre a poveștii populare respective, ed. „Iulian”, Chișinău 2006.
16. Seria „Bună ziua, lume, vreau să-ți spun pe nume”, poezii cognitive pentru preșcolari, care cuprinde 18 volume, ed. „Silvius Libris”, 2006-2008.
17. „Cățeluși ghiduși”, din seria „Animale drăgălașe, istețe și poznașe”, poezii pentru preșcolari, ed. „Silvius Libris”, 2006, reedit. 2009.
18. „Copilași drăgălași”, din seria „Animale drăgălașe, istețe și poznașe”, poezii pentru preșcolari, ed. „Silvius Libris”, 2006, reedit. 2009.
19. S. Ursache, „Fauna Pământului”, vol. 1-8, o serie de minienciclopedii despre viața animalelor, ed. „Silvius Libris”, Chișinău 2006.
20. S. Ursache, „Numărătoarea spiridușilor”, carte pentru preșcolari, numărătoare în versuri, ed. „Silvius Libris”, 2006, reedit. 2009.
21. S. Ursache, „Alfabetul năzdrăvan pentru pici mai mari de-un an”, un abecedar ce conține versuri, ghicitori și proză la fiecare literă, ed. „Silvius Libris”, 2006.
22. „Gogoașa”, poveste populară rusească din seria „Povești de peste mări și țări”, traducere din limba rusă de S. Ursache, ed. „Silvius Libris”, 2007.
23. „Lupul, capra și iezii”, poveste populară rusească din seria „Povești de peste mări și țări”, traducere din limba rusă de S. Ursache, ed. „Silvius Libris”, 2007.
24. „Baba hârca”, poveste populară belorusă din seria „Povești de peste mări și țări”, traducere de S. Ursache, ed. „Silvius Libris”, 2007.
25. „Lacrimile iepurașului”, poveste populară belorusă din seria „Povești de peste mări și țări”, traducere de S. Ursache, ed. „Silvius Libris”, 2007.
26. „Dafin și Vestra”, poveste populară românească repovestită și adaptată de S. Ursache, ed. „Silvius Libris”, 2007.
27. „Muck piticul” poveste a lui W. Hauff, repovestită și adaptată în limba română de S. Ursache, Ed. „Silvius Libris”, 2007.
28. „Degețica” de H.C. Andersen, repovestită și adaptată în limba română de S. Ursache, ed. „Silvius Libris”, 2007.
29. „Ghici cine-i?”, vol. 3-4, ghicitori despre păsări, ed. „Silvius Libris”, 2007.
30. „Vulpea și cocorul”, poveste populară ucraineană din seria „Povești de peste mări și țări”, repovestită în limba română de S. Ursache, 2007.
31. „Punguța”, poveste populară ucraineană din seria „Povești de peste mări și țări”, repovestită în limba română de S. Ursache, 2007, reeditată în 2009 cu denumirea „Norocosul”.
32. „Apa sâmbetei”, poveste populară românească adaptată și repovestită de S. Ursache, ed. „Silvius Libris”, 2007.
33. „Ilieș-Mălăieș”, poveste populară românească adaptată și repovestită de S. Ursache, ed. „Silvius Libris”, 2007.
34. „Povestea lui Laur-Balaur”, poveste populară românească adaptată și repovestită de S. Ursache, ed. „Silvius Libris”, 2007.
35. „Povestea celor trei măscărici”, poveste modernă de V. Gramațki, tradusă din limba rusă de S. Ursache, ed. „Silvius Libris”, 2007.
36. „Enciclopedia curioșilor”, alcătuitor S. Ursache, enciclopedie pentru elevi, Silvius Libris, 2008, reeditată în 2016.
37. „Alistar Făt-Frumos”, poveste populară românească adaptată și repovestită de S. Ursache, ed. „Silvius Libris”, 2008.
38. „Fata ciobanului cea înțeleaptă”, poveste populară românească adaptată și repovestită de S. Ursache, ed. „Silvius Libris”, 2008.
39. „Stan Polozan”, poveste populară românească adaptată și repovestită de S. Ursache, ed. „Silvius Libris”, 2008.
40. „Isai Argatul”, poveste populară românească adaptată și repovestită de S. Ursache, ed. „Silvius Libris”, 2008.
41. „Voinicul din lume fără nume”, poveste populară românească adaptată și repovestită de S. Ursache, ed. „Silvius Libris”, 2008.
42. „Făt-Frumos, feciorul vânătorului”, poveste populară românească adaptată și repovestită de S. Ursache, ed. „Silvius Libris”, 2008.
43. „Busuioc Făt-Frumos și Ileana Cosânzeana”, poveste populară românească adaptată și repovestită de S. Ursache, ed. „Silvius Libris”, 2008.
44. S. Ursache, „ABC-ul celor mici cu broscuțe și arici”, abecedar cu poezii pentru preșcolari, ed. „Silvius Libris”, 2008, reedit. 2009, 2010, 2011;
45. S. Ursache, „Am încălecat pe-o roată și v-am spus-o gogonată”, culegere de poezii umoristice pentru copii, ed. „Silvius Libris”, 2009;
46. „Tom Degețel” de Frații Grimm, repovestită și adaptată în limba română de S. Ursache, ed. „Silvius Libris”, 2009.
47. „Motanul încălțat” de Charles Perrault, repovestită și adaptată în limba română de S. Ursache, ed. „Silvius Libris”, 2009.
48. „Trei galbeni”, poveste populară franceză din seria „Povești de peste mări și țări”, repovestită în limba română de S. Ursache, ed. „Silvius Libris”, 2009.
49. „Frumoasa Rozalinda”, poveste populară italiană din seria „Povești de peste mări și țări”, repovestită în limba română de S. Ursache, ed. „Silvius Libris”, 2009.
50. „Doi măgăruși”, poveste populară chineză din seria „Povești de peste mări și țări”, repovestită în limba română de S. Ursache, ed. „Silvius Libris”, 2009.
51. „A cui muncă e mai grea?”, poveste populară germană din seria „Povești de peste mări și țări”, repovestită în limba română de S. Ursache, ed. „Silvius Libris”, 2009.
52. Culegerea „Cinci mii de proverbe și zicători”, alcătuită de S. Ursache, ed. „Silvius Libris”, 2009;
53. Culegerea de folclor românesc „Comoara străbunilor”, alcătuită de S. Ursache, ed. „Silvius Libris”, 2009;
54. Culegerea de poezii de iarnă „În jurul bradului”, alcătuită de S. Ursache, ed. „Silvius Libris”, 2009;
55. Culegerea de scenete de iarnă „Anul nou la ușă bate”, alcătuită de S. Ursache, ed. „Silvius Libris”, 2009;
56. „Poezii din desaga lui Moș Crăciun”, antologie de poezie de iarnă pentru copii a scriitorilor basarabeni alcătuită de S. Ursache, ed. „Silvius Libris”, 2009;
57. „Hristos a înviat!”, culegere de datini, tradiții și obiceiuri legate de Postul Mare și Sfintele Paști, poezii și cântece la tema biblică, alcătuită de S. Ursache, ed. „Silvius Libris”, 2010;
58. „Unde ești, copilărie?”, culegere de poezii pentru copii a lui M. Eminescu, alcătuită de S. Ursache, ed. „Silvius Libris”, 2010;
59. „Cine trăiește pe lângă casă?”, ediție în carton pentru preșcolari cu poezii despre animale, 2011;
60. „Animale sălbatice de pe meleagurile noastre”, minienciclopedie pentru clasele primare, conține poezii și texte informative, 2010, 18 p.;
61. „Animale domestice de pretutindeni”, minienciclopedie pentru clasele primare, conține poezii și texte informative, 2011, 18 p.;
62. „Cenușăreasa” de Charles Perrault; traducere din limba franceză, 2010, 20 p.;
63. „Legende strămoșești”, istorii populare despre animale, păsări și plante, facerea lumii, fenomene ale naturii, aștrii cerești și om, repovestite de Silvia Ursache, 2010, 160 p.;
64. „Povești cu Feți-Frumoși și Ilene-Cosânzene”, o culegere de 12 povești populare românești, repovestite de Silvia Ursache, 2011, 240 p.;
65. „Învățăm să scriem alfabetul”, poezii și exerciții pentru antrenarea scrisului literelor, 2011, 32 p.;
66. „Învățăm să scriem cifrele”, jocuri logice și exerciții pentru antrenarea scrisului cifrelor, 2011, 16 p.;
67. „Basme scurte, dar hazlii, bune de-amuzat copii”, 2011, 64 p.;
68. „Vino, vino, Moș Crăciun!”, culegere de poezii și ghicitori cu ocazia sărbătorilor de iarnă, 2011, 16 p.;
69. „Dacul”, legendă istorică, 2013, 64p.;
70. Seria „Cunosc lumea pas cu pas” – cărți cartonate cu poezii și material didactic pentru copii mici, 2015, 10p. (8 titluri)
71. Seria „Eu sunt mic, dar vreau să știu” – minienciclopedii cartonate, 2014, 12p. (4 titluri)
72. Seria „Să cunoaștem lumea împreună – seturi de fișe din carton cu ilustrații și material didactic (46 titluri)
73. „Un mănunchi de ghicitori pentru micii cititori”, culegere de ghicitori, 2014, 48p.;
74. „Matineul de revelion”, culegeri de ghicitori, colinde, urături, scenete și poezii cu tematica sărbătorilor de iarnă, 2014, 32p.;
75. „Legende despre Ștefan cel Mare”, culegere de legende istorice, adaptate și repovestite, 2015, 128p.;
76. „Legendele neamului românesc”, culegere de legende istorice, adaptate și repovestite, 2015, 128p.;
77. „Legendele vietăților”, culegere de legende despre animale, adaptate și repovestite, seria „Vreau să citesc o carte”, 2015, 32p.;
78. „Istorioare hazlii”, culegere de povestii nostime pentru copii, seria „Vreau să citesc o carte”, 2015, 32p.;
79. „Basm de iarnă, povestire pentru copii, 2015, 32p.;
80. „Aventurile micilor zâne”, povestire pentru copii, seria „Învăț să citesc fluent”, 2016, 16p.;
81. „Prieteni nedespărțiți”, povestire pentru copii, seria „Învăț să citesc fluent”, 2016, 16p.;
82. „Ce sport să-mi aleg?”, povestire pentru copii, seria „Învăț să citesc fluent”, 2016, 16p.;
83. „Mașinile fugare”, povestire pentru copii, seria „Învăț să citesc fluent”, 2016, 16p.;
84. „În așteptarea lui Moș Crăciun”, culegere de colinde și urături, 2016, 16p.;
85. „Copiii primăverii”, culegere de poezii, scenete și ghicitori, 2016, 32p.;
86. „Crăiasa Iarnă. Legende”, culegere de legende despre iarnă, 2016, 32p.;
87. „Păcală și Tândală”, colecție de povestiri pentru copii, 2012, 48p. (6 titluri)
88. „Traista lui Moș Crăciun”, antologie de poezie de iarnă pentru copii a scriitorilor basarabeni alcătuită de S. Ursache, 2013, 48p.;
89. „Enciclopedia picilor”, serie de enciclopedii ilustrate (pe carton gros), 2016, 16p. (4 titluri)
90. „Basmele bunicăi Sica”, culegere de povestiri fantastice moderne pentru copii, 152 p.;
91. „Tărâmul poveștilor”, culegere de povestiri fantastice pentru copii, 128 p.

(toate apărute la editura „Silvius Libris”, dacă nu este menționat altfel)

## Premii
Pentru activitatea sa, Silvia Ursache a fost premiată în repetate rânduri la saloanele naționale și internaționale de carte. Printre distincțiile obținute se numără premiul Uniunii Scriitorilor din Moldova la Salonul de Carte din 2009 pentru cartea „Am încălecat pe-o roată și v-am spus-o gogonată”; premii ale Bibiliotecii „Ion Creangă”; premiul pentru cea mai reușită traducere; premii speciale ale Uniunii Scriitorilor, ale Ministerului Culturii, ale Ministerului Educații, ale bibliotecii „B. P. Hasdeu” etc.
Nuvela „Dacul” a obținut Premiul Secției Naționale IBBY la salonul din aprilie 2013 (organizat de Biblioteca „Ion Creangă") și Premiul „Deceneu" la salonul din august-septembrie 2013 (organizat de Biblioteca Națională).
Editura „Silvius Libris”, fondată de Silvia Ursache, a fost premiată de două ori cu titlul „Editura anului” la Salonul Internațional de Carte „In Memoriam Grigore Vieru”, organizat de către Biblioteca Națională a Republicii Moldova, în 2009 și 2010.